# Francisco Sánchez Martínez
Pour les articles homonymes, voir Francisco Sánchez et Sánchez.
Francisco Sánchez Martínez, né le 5 août 1967 à Bogota et mort le 13 février 2022, est un coureur de fond colombien spécialisé en course en montagne. Il a remporté la médaille de bronze au Trophée mondial de course en montagne 1991 et a remporté Sierre-Zinal la même année.

## Biographie
Né à Bogota, Francisco pratique le football et le cyclisme durant sa jeunesse. N'étant pas suffisamment doué dans ces sports, il ne peut pas entreprendre une carrière professionnelle lui permettant de gagner sa vie. L'athlétisme offrant de meilleures opportunités, il se met à la course à pied à l'âge de 20 ans.
Il se révèle en 1991. Il remporte les championnats de Colombie de course en montagne organisés par Jairo Correa et décroche sa place pour le Trophée mondial de course en montagne. La Fédération colombienne d'athlétisme l'invite en Suisse pour participer à plusieurs courses de montagne réputées en vue des championnats. Lors de sa première course hors de Colombie à Thyon-Dixence, il suit de près son compatriote Jairo Correa qui le mène en tête. Alors que Jairo lâche du terrain, Francisco s'impose haut la main. Une semaine plus tard à Sierre-Zinal, il se retrouve à nouveau aux côtés de Jairo Correa en première partie de course. À partir de l'hôtel Weisshorn, il s'échappe et remporte la victoire en 2 h 32 min 51 s, établissant un nouveau record du parcours. Le 8 septembre, il prend le départ du parcours long au Trophée mondial de course en montagne à Zermatt. Jairo Correa domine la course de bout en bout, remportant son second titre. Francisco tente de le suivre mais est finalement doublé par le Français Jean-Paul Payet. Il termine sur la troisième marche du podium et remporte également le bronze au classement par équipes.
Ayant apprécié son expérience en Suisse et ayant perfectionné son français, Francisco y retourne l'année suivant sans l'aide de la Fédération nationale mais grâce à des sponsors. Il décroche à nouveau plusieurs podiums. Le 9 août 1992, il tente de battre à nouveau le record de Sierre-Zinal. Parti sur un rythme très élevé, il craque en seconde partie de course et termine à une lointaine 26e place.
Il s'illustre également en France en remportant notamment le trail du Bélier en 1993. Il s'impose en 1 h 47 min 17 s, établissant un nouveau record du parcours qui n'a depuis pas été battu.
Depuis le 31 décembre 1994, il connaît une disette de victoires qui se termine le 11 février 1996 lors des championnats de Colombie de course en montagne. Face à un plateau relevé avec notamment Germán Fernández, José Guerrero et Jacinto López, Francisco ne se laisse pas impressionner et remporte le titre. Il confirme sa bonne forme en remportant la course du Cervin le 25 août. Il renonce à participer au Trophée mondial de course en montagne et prend part au marathon de la Jungfrau à la place où il termine septième.
Il est surnommé la « trucha » (truite) depuis son plus jeune âge par sa mère car il ne tenait pas en place étant enfant.
Il meurt le 13 février 2022 après avoir pris sa troisième dose de vaccin contre la Covid-19, selon sa famille.

## Palmarès
| no  | masculin           | Course                                                | Longueur | Départ           | Temps           |
| --- | ------------------ | ----------------------------------------------------- | -------- | ---------------- | --------------- |
| 1re | Médaille d'or      | Thyon-Dixence                                         | 16,35 km | 4 août 1991      | 1 h 4 min 45 s  |
| 1re | Médaille d'or      | Sierre-Zinal                                          | 31 km    | 11 août 1991     | 2 h 32 min 51 s |
| 3e  | Médaille de bronze | Trophée mondial de course en montagne - Parcours long | 17,3 km  | 8 septembre 1991 | 1 h 27 min 8 s  |
| 2e  | Médaille d'argent  | Sierre-Crans-Montana                                  | 14,7 km  | 13 octobre 1991  | 57 min 54 s     |
| 1re | Médaille d'or      | Thyon-Dixence                                         | 16,35 km | 2 août 1992      | 1 h 10 min 1 s  |
| 2e  | Médaille d'argent  | Thyon-Dixence                                         | 16,35 km | 1er août 1993    | 1 h 10 min 21 s |
| 2e  | Médaille d'argent  | Sierre-Zinal                                          | 31 km    | 8 août 1993      | 2 h 34 min 19 s |
| 1re | Médaille d'or      | Le Bélier                                             | 27 km    | 1993             | 1 h 47 min 17 s |
| 2e  | Médaille d'argent  | Course du Cervin                                      | 12 km    | 28 août 1994     | 58 min 4 s      |
| 3e  | Médaille de bronze | Thyon-Dixence                                         | 16,35 km | 6 août 1995      | 1 h 11 min 16 s |
| 3e  | Médaille de bronze | Thyon-Dixence                                         | 16,35 km | 4 août 1996      | 1 h 11 min 36 s |
| 1re | Médaille d'or      | Championnats de Colombie de course en montagne        | 7 km     | 11 février 1996  |                 |
| 1re | Médaille d'or      | Course du Cervin                                      | 12 km    | 25 août 1996     | 57 min 16 s     |
| 7e  | 7e                 | Marathon de la Jungfrau                               | 42,2 km  | 7 septembre 1996 | 3 h 4 min 48 s  |